# NXT Battleground (2023)
NXT Battleground (2023) – gala wrestlingu wyprodukowana przez federację WWE dla zawodników z brandu NXT. Odbyło się 28 maja 2023 w Tsongas Center w Lowell w stanie Massachusetts. Emisja była przeprowadzana na żywo za pośrednictwem serwisu strumieniowego Peacock w Stanach Zjednoczonych i WWE Network na całym świecie. Będzie to szósta gala w chronologii cyklu Battleground i pierwsza gala Battleground dla brandu NXT.
Battleground odbyło się tego samego dnia co Double or Nothing, gala transmitowana na żywo wyprodukowana przez All Elite Wrestling (AEW), a konkretnie sztandarowa gala AEW. To pierwszy raz od 1989 roku, kiedy dwie duże federacje zorganizowały gale tego samego dnia o tej samej godzinie, po WrestleMania V od WWE i Clash of the Champions VI od World Championship Wrestling.
Na gali odbyło się sześć walk. W walce wieczoru, Carmelo Hayes pokonał Brona Breakkera broniąc NXT Championship. W innych ważnych walkach, Tiffany Stratton pokonała Lyrę Valkyrię w finale turnieju zdobywając zwakowany NXT Women’s Championship, Ilja Dragunov pokonał Dijaka w Last Man Standing matchu oraz w walce otwierającej galę, Wes Lee pokonał Tylera Bate’a i Joe Gacy’ego w Triple threat matchu broniąc NXT North American Championship.

## Produkcja i rywalizacje
NXT Battleground oferowało walki profesjonalnego wrestlingu z udziałem wrestlerów należących do brandu NXT. Wyreżyserowane rywalizacje (storyline’y) były kreowane podczas cotygodniowych gal NXT i uzupełniający program transmisji strumieniowej online Level Up. Wrestlerzy są przedstawieni jako heele (negatywni, źli zawodnicy i najczęściej wrogowie publiki) i face’owie (pozytywni, dobrzy i najczęściej ulubieńcy publiki), którzy rywalizują pomiędzy sobą w seriach walk mających budować napięcie. Kulminacją rywalizacji jest walka wrestlerska lub ich seria.

### Carmelo Hayes vs. Bron Breakker
Na Stand & Deliver, Carmelo Hayes pokonał Brona Breakkera i zdobył mistrzostwo NXT. Na następnym odcinku NXT, Breakker objął Hayesa i Tricka Williamsa, ale zwrócił się przeciwko nim. Na Spring Breakin’, po udanej obronie tytułu przez Hayesa, Hayes wyzwał Breakkera na pojedynek o tytuł na Battleground, tylko po to, by Breakker zaatakował Hayesa i Williamsa. W następnym tygodniu, Breakker przyjął wyzwanie.

### Turniej o NXT Women’s Championship
Podczas WWE Draftu 2023, mistrzyni kobiet NXT Indi Hartwell została przeniesiona do głównego rosteru na Raw. 2 maja na odcinku NXT, Hartwell ogłosiła, że zrzeknie się tytułu i że turniej mający na celu wyłonienie nowej mistrzyni rozpocznie się w następnym tygodniu z finałem na Battleground.

### Noam Dar vs. Dragon Lee
16 maja na odcinku NXT, Noam Dar był gospodarzem swojego pierwszego amerykańskiego odcinka „Supernova Sessions”, a jego gościem był Dragon Lee. Dar przechwalał się swoim mistrzostwem NXT Heritage Cup i panował nad Dragonem Lee, ku irytacji Dragona Lee. Dragon Lee namawiał Dara do obrony mistrzostwa, ale Dar opierał się, dopóki Nathan Frazer nie przerwał i nie zajął się ciągłym unikaniem obrony tytułu przez Dara. Sprowokowany przez to Dar, przyjął wyzwanie Dragona Lee o Heritage Cup na Battleground, co oznacza pierwszą obronę Heritage Cup w brandzie NXT.

### Wes Lee vs. Tyler Bate vs. Joe Gacy
2 maja na odcinku NXT, Wes Lee z powodzeniem zachował mistrzostwo Ameryki Północnej NXT po interwencji ze strony Tylera Bate’a. W następnym tygodniu, Bate (w towarzystwie Lee) wygrał walkę po interwencji ze strony Joe Gacy’ego. Na odcinku z 16 maja, Bate i Lee zostali zaatakowani za kulisami przez Gacy’ego i innych członków The Schism. Lee poszedł na ring, aby wezwać Gacy’ego do odpowiedzi za atak, na który Gacy odpowiedział, że Lee nie powinien ufać Bate’owi. Pomimo kontuzji ramienia podczas ataku Bate wyszedł, aby odnieść się do roszczeń Gacy’ego, ale przyznał również, że patrzy na mistrzostwo Lee. Następnie Lee powiedział, że byłby gotów bronić tytułu przeciwko obu mężczyznom na Battleground.

### Ilja Dragunov vs. Dijak
Od kwietnia Dijak i Ilja Dragunov toczą ze sobą waśnie. Na Spring Breakin’, Dijak zaciekle zaatakował Dragunowa za kulisami. 17 maja, po kolejnych tygodniach waśni, na Battleground zaplanowano Last Man Standing match pomiędzy nimi.

### Gallus vs. The Creed Brothers
Na Stand & Deliver, Gallus (Mark Coffey i Wolfgang) (z Joe Coffeyem) obronili mistrzostwo Tag Team NXT w pojedynku Triple threat tag team z udziałem The Creed Brothers (Brutus Creed i Julius Creed). The Creed Brothers dostali rewanż o mistrzostwo 18 kwietnia na odcinku NXT, w którym Gallus zachowali tytuł. Na odcinku z 16 maja, po tym, jak The Creed Brothers wygrali swoją walkę, wezwali Gallus na kolejną walkę o tytuł na Battleground, co zostało potwierdzone w następnym tygodniu.

## Gala
| Rola:                           | Osoba:            |
| ------------------------------- | ----------------- |
| Komentatorzy angielskojęzyczni  | Vic Joseph        |
| Komentatorzy angielskojęzyczni  | Booker T          |
| Komentatorzy hiszpańskojęzyczni | Marcelo Rodríguez |
| Komentatorzy hiszpańskojęzyczni | Jerry Soto        |
| Spiker                          | Alicia Taylor     |
| Sędziowie                       | Adrian Butler     |
| Sędziowie                       | Chip Danning      |
| Sędziowie                       | Dallas Irvin      |
| Sędziowie                       | Derek Sanders     |
| Sędziowie                       | Joey Gonzalez     |
| Ankieterka                      | McKenzie Mitchell |
| Panel Pre-show                  | Megan Morant      |
| Panel Pre-show                  | Matt Camp         |
| Panel Pre-show                  | Sam Roberts       |

### Główne show
Gala rozpoczęła się od obrony mistrzostwo Ameryki Północnej NXT przez Wesa Lee przeciwko Tylerowi Bate’owi i Joe Gacy’emu (w towarzystwie Avy) w Triple threat matchu. Na początkowych etapach Bate wykonał na Lee suplex i standing shooting star press, ale Gacy przerwał pin. Następnie Lee wykonał jednocześnie dwa Cardiac Kicki zarówno Gacy’emu, jak i Bate’owi, odliczając do dwóch. Następnie Bate wykonał Tyler Driver '97, ale Lee przerwał pin. Następnie Lee wykonał Meteora, ale Gacy przerwał odliczenie. Gdy Gacy siedział na narożniku, Lee wykonał Bate’owi tope suicida na zewnątrz. Gdy Gacy próbował wykonać Upside Down, Lee uniknął go i wykonał Cardiac Kick, aby zachować tytuł.
Następną walką był British Rounds Rules match o NXT Heritage Cup, w którym walczyli obrońca tytułu Noam Dar i Dragon Lee (z Nathanem Frazerem). W pierwszych 5 minutach pierwszej rundy Dar zrzucił Lee z krawędzi i zaczął majstrować przy jego masce. Gdy pierwsza runda dobiegła końca, Oro Mensah okazał się, że będzie przy narożniku Dara. W drugiej rundzie Lee wykonał headscissors takedown i diving springboard dropkick za odliczenie do dwóch. Następnie Dar wykonał roll up Lee, aby zdobyć pierwszy punkt (1–0). W trzeciej rundzie Lee wykonał suicide dive Darowi i diving knee strike za kolejny two fall. Następnie Dar wykonał back elbow na Lee, gdy zakończyła się trzecia runda. W przedostatniej rundzie Dar próbował wykonać Kneebar, ale Lee uciekł. Następnie Lee wykonał Pele kick i Texas Cloverleaf, ale Mensah pomógł Darowi dotrzeć do lin. Następnie Mensah wepchnął Frazera na stalowe schody. Następnie Lee wykonał headscissors driver, aby zdobyć swój pierwszy punkt (1–1). W ostatniej rundzie Lee wykonał uderzenie kolanem, german suplex i sit-out powerbomb za two count. Gdy Lee zasygnalizował swój ostatni ruch, Jakara Jackson zeszła na ring i odwróciła uwagę sędziego, pozwalając Lash Legend uderzyć Lee wiadrem. Następnie Dar wykonał Nova Roller, aby wygrać walkę i zachować tytuł (2–1).
Następną walką był Last Man Standing match pomiędzy Ilją Dragunovem a Dijakiem. Na końcowych etapach Dragunov uderzył Dijaka w stalowe schody, następnie postawił schody na Dijaku i dostarczył Coast-to-Coast, ale Dijak był w stanie wstać. Następnie Dijak zaczął dusić Dragunowa stalowym krzesłem. Następnie Dragunov wykonał Torpedo Moscow i uderzył łokciem w głowę Dijaka. Dijak nie był w stanie wstać, zanim sędzia doliczył do 10, więc Dragunov wygrał walkę.
Następnie, Gallus (Mark Coffey i Wolfgang, z Joe Coffeyem) bronili mistrzostwo Tag Team NXT przeciwko The Creed Brothers (Brutusowi Creedowi i Juliusowi Creedowi, z Ivy Nile). Na końcowych etapach Brutus wykonali Brutus Ball zarówno Wolfgangowi, jak i Markowi. Następnie Julius wykonał belly-to-back suplexy i shooting star press zarówno Markowi, jak i Wolfgangowi, doliczając do dwóch. Gdy Joe odwracał uwagę sędziego, Nile go popchnęła, pozwalając Juliusowi wykonać clothesline Joe’owi na zewnątrz. Następnie Ava wyszła i wepchnęła Nile w słupek ringowy. Następnie Gallus wykonali Juliusowi Gallus Gate, aby zachować tytuły.
W przedostatniej walce, Lyra Valkyria zmierzyła się z Tiffany Stratton w finale turnieju o zwakowane mistrzostwo kobiet NXT. Na początkowych etapach Valkyria wykonała missile dropkick, dwa Northern Lights suplexy, enzeguiri i crucifix powerbomb za two count. Następnie Valkyria wykonała German suplex. Gdy Valkyria próbowała wykonać spinning leg lariat, jej kolano ugięło się, pozwalając Stratton na wykonanie powerslamu. Gdy Stratton próbowała wykonać Moonsault, Valkyria usunęła się z drogi i wykonała spinning leg lariat, ale stopy Stratton sięgnęły lin. Gdy Valkyria próbowała wykonać powerbomb z górnej liny, Stratton skontrowała ją w hurricanę, a następnie wykonała Moonsault, aby zostać nową mistrzynią kobiet NXT.

### Walka wieczoru
W main evencie, Carmelo Hayes (z Trick Williamsem) bronił mistrzostwo NXT przeciwko Bronowi Breakkerowi. W początkowych fazach Breakker wykonał spinebuster i belly-to-back suplex. Następnie Hayes wykonał Fadeaway leg drop. Następnie Breakker wykonał frankensteiner z górnej liny na nearfall. Gdy Breakker próbował wykonać military press powerslam, Hayes skontrował to w DDT. Następnie Hayes wykonał pump kick i springboard forearm, ale Breakker uniemożliwił sędziemu odliczenie pin. Gdy Breakker próbował wykonać Steiner Recliner, Hayes uciekł i wykonał pump kick. Gdy Hayes próbował springboard clothesline’nu, Breakker skontrował to w Spear w powietrzu, odliczając do dwóch. Następnie Hayes wykonał serię superkicków, tornado DDT i Nothing But Net, aby zachować tytuł.

## Wyniki walk
| Nr                                 | Wyniki | Stypulacje                                            | Czas  |
| ---------------------------------- | --- | ----------------------------------------------------- | ----- |
| 1                                  | Wes Lee (c) pokonał Tylera Bate’a i Joe Gacy’ego (z Avą) poprzez pinfall                                                                        | Triple threat match o NXT North American Championship | 11:59 |
| 2                                  | Noam Dar (c) (z Oro Mensahem) pokonał Dragona Lee (z Nathanem Frazerem) z wynikiem 2–1                                                          | British Rounds Rules match o NXT Heritage Cup         | 11:51 |
| 3                                  | Ilja Dragunov pokonał Dijaka | Last Man Standing match                               | 15:54 |
| 4                                  | Gallus (Mark Coffey i Wolfgang) (z Joe Coffeyem) (c) pokonali The Creed Brothers (Brutusa Creeda i Juliusa Creeda) (z Ivy Nile) poprzez pinfall | Tag team match o NXT Tag Team Championship            | 9:33  |
| 5                                  | Tiffany Stratton pokonała Lyrę Valkyrię poprzez pinfall                                                                                         | Finał turnieju o zwakowany NXT Women’s Championship   | 16:01 |
| 6                                  | Carmelo Hayes (c) (z Trick Williamsem) pokonał Brona Breakkera poprzez pinfall                                                                  | Singles match o NXT Championship                      | 14:14 |
| (c) – mistrz/mistrzyni przed walką | |                                                       |       |

### Turniej o NXT Women’s Championship
|  | Pierwsza runda NXT (9 i 16 maja 2023) | Pierwsza runda NXT (9 i 16 maja 2023) | Pierwsza runda NXT (9 i 16 maja 2023) |               |                  | Półfinały NXT (23 maja 2023) | Półfinały NXT (23 maja 2023) | Półfinały NXT (23 maja 2023) |  |  | Finał NXT Battleground (28 maja 2023) | Finał NXT Battleground (28 maja 2023) | Finał NXT Battleground (28 maja 2023) |  |
|  |                                       |                                       |                                       |               |                  |                              |                              |                              |  |  |                                       |                                       |                                       |  |
|  | Gigi Dolin                            | Gigi Dolin                            | 4:29                                  |               |                  |                              |                              |                              |  |  |                                       |                                       |                                       |  |
|  | Gigi Dolin                            | Gigi Dolin                            | 4:29                                  |               |                  |                              |                              |                              |  |  |                                       |                                       |                                       |  |
|  | Tiffany Stratton                      | Tiffany Stratton                      | Pin                                   |               |                  |                              |                              |                              |  |  |                                       |                                       |                                       |  |
|  | Tiffany Stratton                      | Tiffany Stratton                      | Pin                                   |               | Tiffany Stratton | Tiffany Stratton             | Pin                          |                              |  |  |                                       |                                       |                                       |  |
|  |                                       |                                       |                                       |               | Tiffany Stratton | Tiffany Stratton             | Pin                          |                              |  |  |                                       |                                       |                                       |  |
|  |                                       |                                       | Roxanne Perez                         | Roxanne Perez | 9:39             |                              |                              |                              |  |  |                                       |                                       |                                       |  |
|  | Jacy Jayne                            | Jacy Jayne                            | Roxanne Perez                         | Roxanne Perez | 9:39             | 9:06                         |                              |                              |  |  |                                       |                                       |                                       |  |
|  | Jacy Jayne                            | Jacy Jayne                            |                                       |               |                  |                              |                              |                              |  |  |                                       |                                       |                                       |  |
|  | Roxanne Perez                         | Roxanne Perez                         | Pin                                   |               |                  |                              |                              |                              |  |  |                                       |                                       |                                       |  |
|  | Roxanne Perez                         | Roxanne Perez                         | Pin                                   |               | Tiffany Stratton | Tiffany Stratton             | Pin                          |                              |  |  |                                       |                                       |                                       |  |
|  |                                       |                                       |                                       |               |                  |                              |                              |                              |  |  |                                       |                                       |                                       |  |
|  |                                       |                                       | Lyra Valkyria                         | Lyra Valkyria | 16:01            |                              |                              |                              |  |  |                                       |                                       |                                       |  |
|  | Lyra Valkyria                         | Lyra Valkyria                         | Lyra Valkyria                         | Lyra Valkyria | 16:01            | Pin                          |                              |                              |  |  |                                       |                                       |                                       |  |
|  | Lyra Valkyria                         | Lyra Valkyria                         |                                       |               |                  |                              |                              |                              |  |  |                                       |                                       |                                       |  |
|  | Kiana James                           | Kiana James                           | 8:51                                  |               |                  |                              |                              |                              |  |  |                                       |                                       |                                       |  |
|  | Kiana James                           | Kiana James                           | 8:51                                  |               | Lyra Valkyria    | Lyra Valkyria                | Pin                          |                              |  |  |                                       |                                       |                                       |  |
|  |                                       |                                       |                                       |               | Lyra Valkyria    | Lyra Valkyria                | Pin                          |                              |  |  |                                       |                                       |                                       |  |
|  |                                       |                                       | Cora Jade                             | Cora Jade     | 3:41             |                              |                              |                              |  |  |                                       |                                       |                                       |  |
|  | Fallon Henley                         | Fallon Henley                         | Cora Jade                             | Cora Jade     | 3:41             | 5:05                         |                              |                              |  |  |                                       |                                       |                                       |  |
|  | Fallon Henley                         | Fallon Henley                         |                                       |               |                  |                              |                              |                              |  |  |                                       |                                       |                                       |  |
|  | Cora Jade                             | Cora Jade                             | Pin                                   |               |                  |                              |                              |                              |  |  |                                       |                                       |                                       |  |